# 塚本明毅
塚本 明毅（つかもと あきかた、天保4年10月14日（1833年11月25日） - 明治18年（1885年）2月5日）は幕末の幕臣、明治期の海軍軍人、官吏、数学者、地誌学者。字は桓甫、号は寧海。明治5年～明治6年の改暦を建議（明治改暦）、また紀元節の期日決定に関わった。

## 略歴
江戸下谷山下に幕臣塚本法立の子として生まれ、昌平黌に学ぶ。長崎海軍伝習所の第1期生、のち軍艦頭並となり、幕府瓦解後は、沼津兵学校頭取、陸軍兵学大教授を務めた。明治5年(1872年)、新政府の太陽暦への変更事業を十数日で完了して偉才ぶりを発揮し、以後、正院、太政官、内務省と移り、『日本地誌提要』、3種の暦法による暦日対照表『三正綜覧』(1880年)、『皇国地誌』（未完）の編纂を指揮した。

## 職歴
- 軍艦操練所
- 沼津兵学校
- 内務省地理局

## 著書
- 『筆算訓蒙』
- 『大日本国全図』
- 『日本地誌提要』